# 가브리엘 고뱅

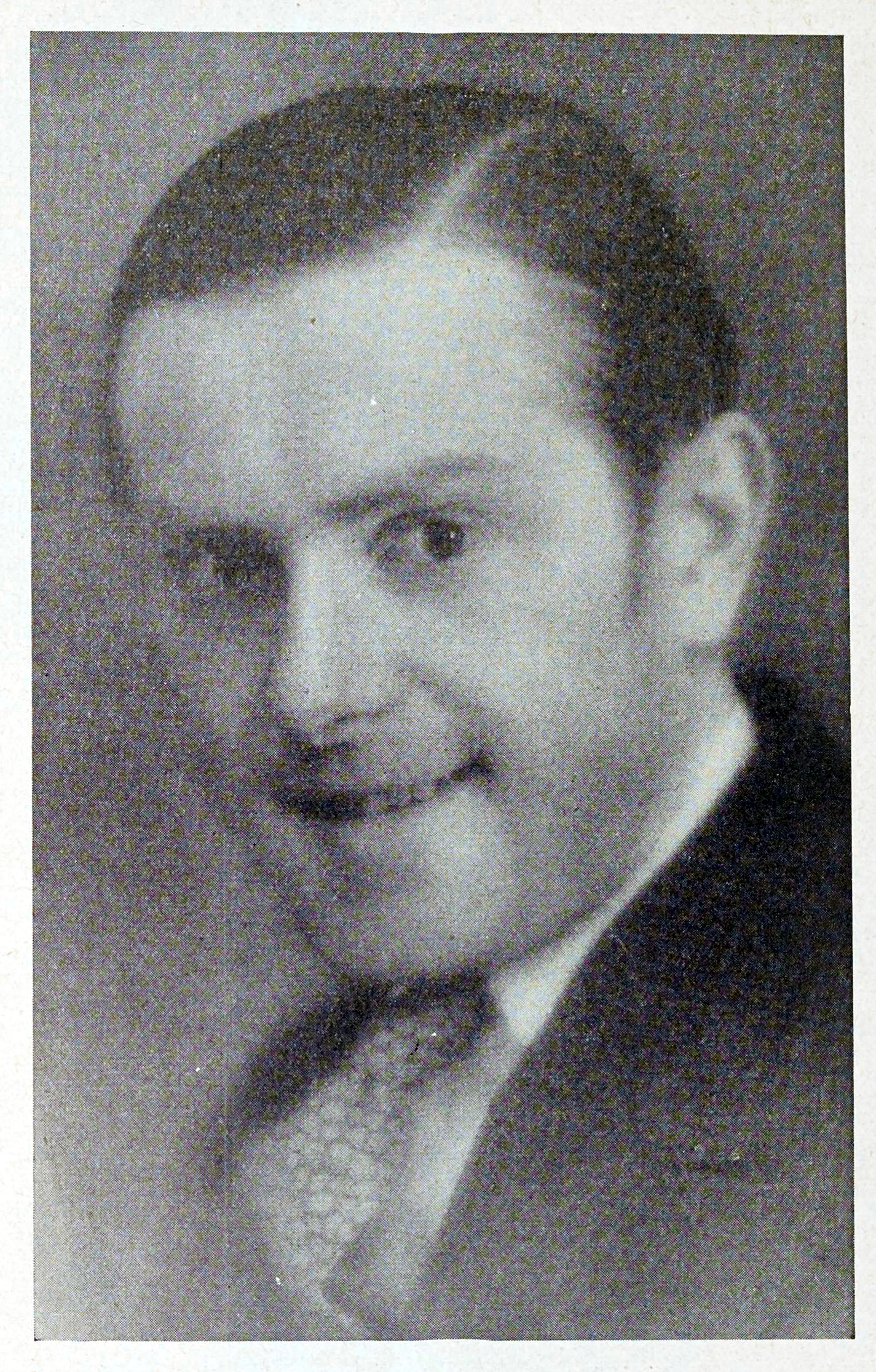

가브리엘 고뱅(프랑스어: Gabriel Gobin, 1903년 5월 12일 ~ 1998년 2월 9일)은 벨기에의 영화배우이다.
벨기에에서 태어났다.

## 영화
- 디바 (1981년)
- 은하수 (1969년)
- 세상에서 가장 오래된 직업 (1967, Le Plus Vieux Métier du monde)
- 매드매젤 (1966년)
- 어느 하녀의 일기 (1964년)
- 가로수 길 (1960년)
- 착한 여자들 (1960년)
- 보통 사람들 (1955년)